# Arvydas Pocius (Jurist)
Arvydas Pocius (* 30. Mai 1958) ist ein litauischer Jurist, Leiter von Valstybės saugumo departamentas (2004–2007).

## Leben
Von 1976 bis 1981 absolvierte er das Diplomstudium der Rechtswissenschaft an der Vilniaus universitetas. Von 1981 bis 1983 arbeitete er in der Staatsanwaltschaft in der Rajongemeinde Trakai als Ermittler und von 1983 bis 1987 in der Staatsanwaltschaft in der Rajongemeinde Šiauliai als Staatsanwaltsgehilfe. Ab 1986 war er Mitglied von KPdSU. Von 1987 bis 1992 war er leitender Staatsanwalt in der Rajongemeinde Šakiai. Ab 1989 war er Reservist von KGB. Von 1992 bis 1999 war er leitender Staatsanwalt von Marijampolė. 1999 wurde er stellvertretender Generaldirektor von VSD. 2001 wurde er Oberst. Von 2004 bis 2007 war Arvydas Pocius Generaldirektor, ernannt von Artūras Paulauskas.